# 에른스트 블로흐
에른스트 블로흐(Ernst Bloch, 1885년 7월 8일 ~ 1977년 8월 4일)는 독일의 철학자이다. 희망의 신학자 몰트만에게 영향을 주었다.

## 삶
나치의 탄압을 피해 미국으로 망명했다. 2차대전이 끝난 후 동독의 라이프치히에서 교수가 되었지만, 관료주의에 반항하다가 교수직을 박탈당하고 서독으로 망명하였다.

## 개요
1885년 7월 8일 루트비히스하펜 암 라인에서 유대인 철도 공무원의 아들로 태어났다. 뮌헨과 뷔르츠부르크에서 철학, 물리학, 음악을 공부하고 대학 입학 후 여섯 학기밖에 지나지 않은 1908년 「리케르트와 근대 인식론의 문제에 대한 비판적 해명」이라는 제목의 논문으로 박사 학위를 취득하는 탁월한 천재성을 드러냈다.
이후 그는 루카치, 브레히트, 벤야민, 크라카우어, 아도르노 등 동시대의 지성인들과 친교를 맺으며 루카치와의 표현주의 논쟁으로 자신의 이름을 세상에 알렸으며 생애의 마지막 순간까지 왕성한 체력과 정신력으로 저술 활동에 몰두하여 철학, 정치 경제학, 신학, 문학, 사회학, 역사학, 정치학, 법철학, 예술 등 가히 백과사전적이라 할 정도로 폭넓은 분야를 섭렵하며 수많은 저술을 남겼다.

## 저작
- <희망의 원리>
- <서양 중세·르네상스 철학 강의>, 열린책들
- <저항과 반역의 기독교>, 열린책들

## 같이 보기
- 테오도어 아도르노